# Franco Nicola
Franco Nicola Albanell (Montevideo, 18 de abril de 2002) es un futbolista uruguayo que juega como delantero en Atlético Tucumán de la Primera División de Argentina.

## Carrera

### City Torque
Nicola debutó en Montevideo City Torque en 2022, en la primera división de Uruguay.

### Liverpool
En 2024 llega a Liverpool, el campeón uruguayo, dónde se consagró campeón de la Supercopa uruguaya al derrotar a Defensor Sporting por 1 a 0. También disputó partidos de la Copa Libertadores. 

### Atlético Tucumán
A mitad de año se sumó a Atlético Tucumán para disputar la primera división de Argentina.

## Clubes
| Club                      | País      | PAño      |
| ------------------------- | --------- | --------- |
| Montevideo City Torque    | Uruguay   | 2022-2023 |
| Liverpool                 | Uruguay   | 2024-act. |
| Atlético Tucumán (Cedido) | Argentina | 2024-act. |

## Palmarés
| Título             | Equipo    | País    | Año  |
| ------------------ | --------- | ------- | ---- |
| Supercopa uruguaya | Liverpool | Uruguay | 2024 |